# الانتخابات التشريعية اليونانية 2023
جرت الانتخابات البرلمانية في اليونان في 21 مايو 2023. وتُعد هذه انتخابات مبكرة، حيث جرت قبل أسابيع قليلة من انتهاء ولاية حكومة ميتسوتاكيس. وجرى التنافس فيها على جميع المقاعد الـ 300 في البرلمان اليوناني.
وهي أول انتخابات منذ عام 1990 لم يُستخدم فيها النظام الانتخابي نظام مقاعد المكافأة، بعد إلغاء التمثيل شبه النسبي عام 2016. وبسبب هذا العامل الذي يتسبب في صعوبة تشكيل حكومة ائتلافية بسبب خلافات الأحزاب، رأى العديد من المحللين أن احتمال إجراء انتخابات ثانية في وقت لاحق من هذا العام هو احتمال مرتفع.

## خلفية
في 8 فبراير 2023، صوّت البرلمان لحظر الأحزاب التي يقودها اسميًا أو فعليًا أحد المُدانين من الترشح في الانتخابات، وهو حكم ينطبق في حالة الحزب الوطني - حزب اليونانيين. صوت حزب الديمقراطية الجديدة وحزب PASOK لصالح القانون، بينما صوت الحزب الشيوعي اليوناني والحل اليوناني وMeRA25 ضده، مع تصويت إئتلاف سيريزا.
زار رئيس الوزراء كيرياكوس ميتسوتاكيس الرئيسة كاترينا ساكيلاروبولو في 22 أبريل 2023 من أجل طلب حل البرلمان بسبب قضية وطنية ذات أهمية استثنائية (وفقًا للمادة 41 من دستور اليونان) ؛ والمسألة المذكورة ضرورة الاستقرار السياسي لتحقيق الدرجة الاستثمارية. جرى تحديد يوم الانتخابات ليكون يوم الأحد، 21 مايو، وهو آخر يوم من فترة الثلاثين يومًا التي يجب إجراء الانتخابات خلالها بعد حل البرلمان وفقًا للدستور.

## النظام الانتخابي
القانون الانتخابي الساري في الانتخابات التشريعية لعام 2023 هو القانون الذي جرى التصويت عليه في عام 2016 من قبل ثاني آخر هيئة تشريعية، حيث كان إئتلاف سيريزا يمثل الأغلبية.  ويرجع ذلك إلى حكم دستوري بشأن تعديلات قانون الانتخابات: أغلبية الثلثين (200 أو أكثر) ضرورية لكي يسري القانون على الفور، ولعدم وجود مثل هذه الأغلبية المطلقة - يدخل القانون الانتخابي حيز التنفيذ فقط في ثاني انتخابات تالية.
قانون سيريزا لعام 2016 هو عودة إلى التمثيل النسبي البسيط. حيث حذف مكافأة الأغلبية البالغة 50 مقعدًا، حيث كانت هذه المكافأة سارية في أشكال مختلفة منذ عام 1990.
بعد فترة وجيزة من عودة حزب الديمقراطية الجديدة إلى السلطة، الذي كان دائمًا مؤيدًا لمكافآت الأغلبية منذ عام 1974، أقر الحزب في يناير 2020 قانونًا انتخابيًا جديدًا لإعادة المكافأة، وإن كان ذلك بموجب صيغة مختلفة تمامًا. ستحصل القائمة الحزبية التي تأتي في المرتبة الأولى على 20 مقعدًا إضافيًا (أقل من 50، مع زيادة المقاعد المتبقية من 250 إلى 280)، مع مقياس انزلاقي جديد يساعد بشكل غير متناسب القوائم الحزبية الأكبر: أولئك الذين يحصلون على ما بين 25٪ و40٪ من الأصوات سيحصلون على مقعد واحد لكل نصف نقطة مئوية في هذا النطاق (حتى 30 مقعدًا)، قبل أن يبدأ التوزيع النسبي المناسب. يمكن أن يحصل الحزب الفائز على ما يصل إلى 50 مقعدًا إضافيًا. لم يحص قانون 2020 أيضًا على الأغلبية العظمى ليصبح ساريًا على الفور، ونتيجة لذلك، لن يصبح ساريًا إلا في الانتخابات القادمة بعد عام 2023.
سيكون التصويت الإجباري ساري المفعول بالنسبة لهذه الانتخابات، ويجري تسجيل الناخبين بشكل تلقائي. ومع ذلك، لم يجري تنفيذ أي من العقوبات القائمة قانونًا في السنوات الأخيرة.

## فترة الحملة

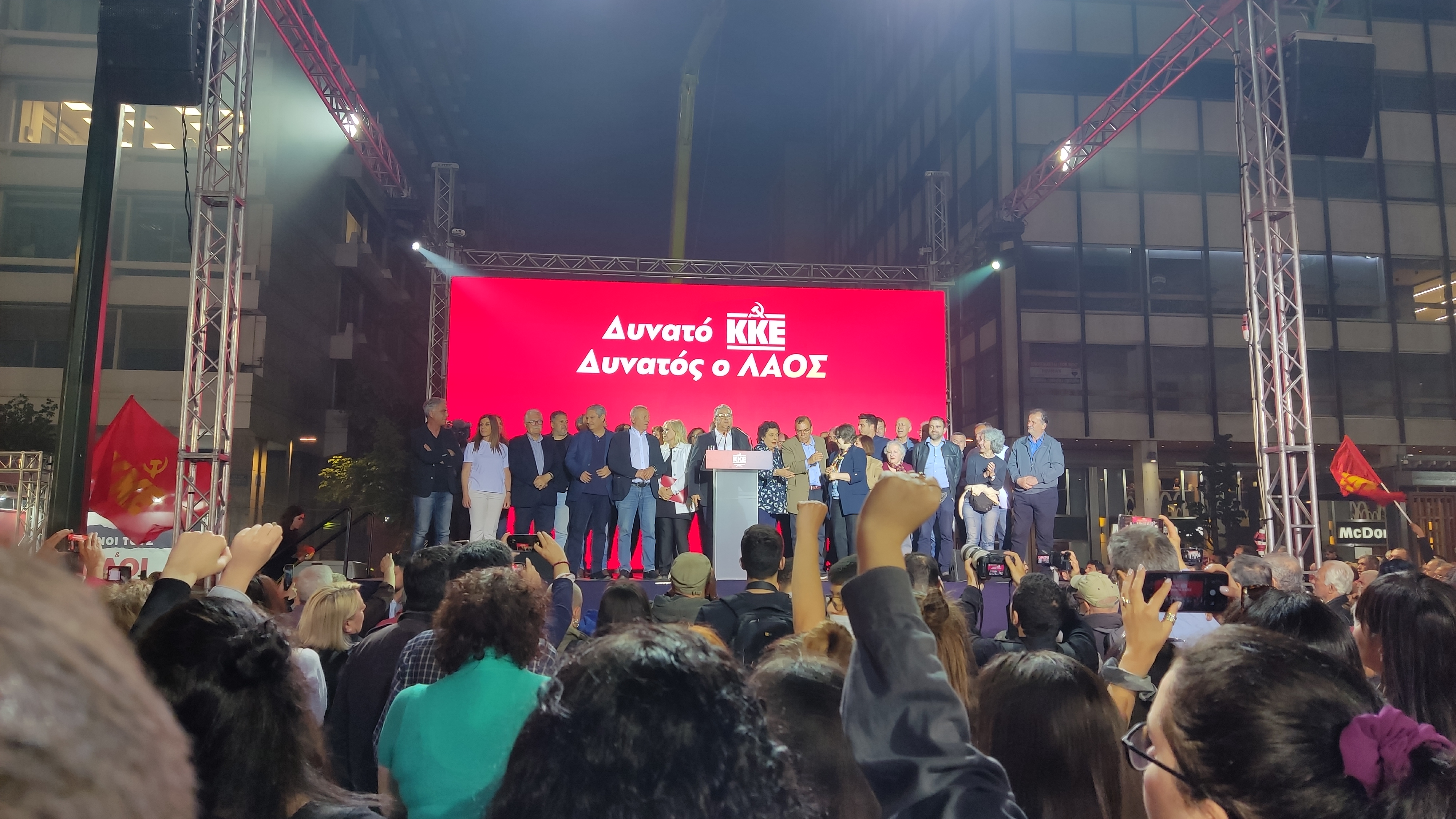
الأمين العام للحزب الشيوعي اليوناني ديميتريس كوتسومباس في التجمع الانتخابي العام للحزب الشيوعي في ميدان سينتاجما بأثينا.

بدأت فترة الانتخابات رسميا في 22 أبريل، على الرغم من أن الأحزاب قد بدأت في تكثيف حملتها الانتخابية في الأيام التي تلت الإعلان الأول عن موعد الانتخابات.
استخدم السياسيون اليونانيون أساليب مختلفة للتواصل، مثل اجتماعات مجلس المدينة، والخطب في المقاهي والساحات، وهي الأساليب التي يستخدمها كل من كيرياكوس ميتسوتاكيس وأليكسيس تسيبراس.
يحاول حزب الديمقراطية الجديدة الترويج لأجندة تمثل الإصلاح والانفتاح لليونان في جميع أنحاء العالم، بينما تربط الحزب المنافس سيريزا بالشعبوية. تركز حملة حزب الديمقراطية الجديدة على التخفيضات الضريبية ووعود خفض البطالة، وكذلك بشكل عام على الاقتصاد، بينما تركز حملة حزب اليسار Syriza على فضيحة التنصت على المكالمات الهاتفية لعام 2022، وتلقي باللوم على حزب الديمقراطية الجديدة في إجراءات السلامة غير الكافية التي نتجت عن تحطم قطاري اليونان عام 2023، وكذلك عدم ثقة المواطنين في كيرياكوس ميتسوتاكيس، وأزمة السكن، ومشاكل الطبقة الوسطى وغيرها.
على الجانب الآخر، فإن حزب الحركة الاشتراكية PASOK، الذي كان ذات يوم أحد الحزبين الرئيسيين، لديه حملة تركز على الجدارة، والتحول الأخضر، ونظام الرعاية الصحية القوي والشفافية. وينتقد زعيمه، نيكوس أندرولاكيس، كل من ميتسوتاكيس وتسيبراس لأنهما يدعمان إجراءات التقشف. ويصر على أن المشاركة في أي حكومة ائتلافية، يشترط أن يكون لها زعيمًا غير حزبي وينال الإجماع.
الشعار الرئيسي للحزب الشيوعي اليوناني في هذه الانتخابات، "هم وحدهم ونحن جميعًا!" تستند حملته الخاصة على مسؤوليات الأحزاب الثلاثة المذكورة أعلاه في إجراءات التقشف، وأوجه التشابه بين الأحزاب الثلاثة (حيث صوتوا على معظم قوانين حزب الديمقراطية الجديدة) في أجنداتهم وسياساتهم الحاكمة، ويذكر تحالف حزب الحركة الاشتراكية- والديمقراطية الجديدة كمثال، قضايا العمال مثل استغلال العمال من أرباب العمل وظروف العمل السيئة في العديد من الشركات من بين أمور أخرى، وحادثة تحطم قطارين في 2023 والإهمال المزمن للبنية التحتية من الحكومات السابقة، وعدم تجاوب الحزب مع الحرب في أوكرانيا، ومشاكل الطبقة الوسطى مثل التعليم وأزمة الإسكان ومستويات المعيشة. كما يؤكد الحزب على الحاجة لتمثيل أقوى للحزب الشيوعي في الانتخابات، من أجل زيادة تمثيل الشعب والنضال العمالي-الطلابي في البرلمان، مع التأكيد على أن "كل صوت: يذهب إلى الحزب الشيوعي سيقوي النضال ".
كما أنه يدعم العلاقات الجيدة مع تركيا دون التنازل عن أي حق لليونان في منطقتها البحرية ويعارض الخلافات الحدودية مع تركيا وأي دولة أخرى، والتي، وفقًا للحزب الشيوعي، يشجعها الناتو والولايات المتحدة الأمريكية والاتحاد الأوروبي. كما يدعم الحزب تخطيط الطاقة الصديق للبيئة، ويدعي أنه في ظل ظروف عام 2023، تعد الطاقة وسيلة ربح. وهو يدعم التعليم العام، وإضفاء الشرعية على المهاجرين غير الشرعيين الذين يعيشون ويعملون في البلاد، بالإضافة إلى نظام صحي مجاني. كما يدعي أن نظام العدالة يخضع للمنطق الذي يعطي الأولوية للربح على حياة الإنسان.
يدعم حزب الحل اليوناني Greek Solution الروح الوطنية الاقتصادية، والتغيرات الهيكلية في الاقتصاد من أجل تقليل الاعتماد على السياحة، وتوسيع المياه الإقليمية في 12 ميلاً من الساحل، والانتقال الأخضر، واستغلال الموارد الطبيعية للبلاد. يؤيد حزب MeRA25 "الانفصال عن توجيهات بروكسل ومصالح الأوليغارشية"، وإدخال نظام ادخار مجاني (ديميترا)، وإلغاء التجنيد الإلزامي، وتغيير وضع عضوية اليونان في الناتو. ويؤيد إلغاء تبادل الطاقة، ويُعارض تقسيم العالم إلى كتل جيوسياسية. كما يعارض استغلال الموارد الطبيعية لليونان، بالنظر إلى السنوات العديدة التي سيستغرقها ذلك وحقيقة أن الكثير من الأرباح ستذهب إلى الشركات الأجنبية. ويدعم الإصلاح التربوي، والنظام القضائي المستقل، والصحة العامة والتعليم العام.

### شعارات الأحزاب الرئيسة
| حزب أو تحالف | حزب أو تحالف  | الشعار الأصلي                                                 | الترجمة إلى العربية                                           |
| ------------ | ------------- | ------------------------------------------------------------- | ------------------------------------------------------------- |
|              | اختصار الثاني | « ΣΤΑΘΕΡΑ ΤΟΛΜΗΡΑ ΜΠΡΟΣΤΑ »                                   | "جريئة إلى الأمام"                                            |
|              | سيريزا        | « αιοσύνη Παντού »                                            | "العدالة في كل مكان"                                          |
|              | باسوك كينال   | « Η κοινωνία στο προσκήνιο! »                                 | "المجتمع في الصدارة!"                                         |
|              | KKE           | « ΜΟΝΟΙ ΤΟΥΣ ΚΑΙ ΟΛΟΙ ΜΑΣ »                                   | "هم وحدهم وكلنا"                                              |
|              | EL            | « Πρώτα η Ελλάδα، Πρώτα οι Έλληνες αίρνουμε την α α μα μας! » | "اليونان أولاً، اليونانيون أولاً نحن نأخذ اليونان بين أيدينا! " |
|              | MeRA25        | « α μπορούν να είναι αλλιώς! »                                | "كل شيء يمكن أن يكون مختلفًا!"                                 |

استخدم حزب الديمقراطية الجديدة أيضًا الشعار (باليونانية: Η Ελλάδα δε γυρίζει πίσω)‏ '' اليونان لن تعود للخلف"، وهو شعار بارز للحزب تحت قيادة كونستانتينوس ميتسوتاكيس خلال الانتخابات التشريعية اليونانية لعام 1993. بينما استخدم PASOK-KINAL أيضًا شعارًا ثانويًا في الخطب والإعلانات التلفزيونية: (باليونانية: Απόφαση Αλλαγής)‏ ' من أجل التغيير'

## الأحزاب المتنافسة والتحالفات والمستقلون
في 2 مايو 2023، قضت المحكمة العليا بأن 27 حزباً سياسياً و8 تحالفات ومرشح واحد مستقل قد استوفوا معايير خوض الانتخابات. وفيما يلي أسماء الكيانات الـ 36 مدرجة أدناه بالترتيب الأبجدي.
1. تحالف Alliance of Subversion
2. جبهة اليسار اليوناني المضاد للرأسمالية (أنطارسيا)
3. تجمع اليونانيين
4. نفس الديمقراطية
5. الحزب الشيوعي اليوناني
6. الحزب الشيوعي اليوناني (ماركسي لينيني)
7. دورة الحرية
8. ديموستينيس فيرجيس - علماء البيئة اليونانيين
9. EAN
10. عالم البيئة الخضر - الوحدة الخضراء
11. جبهة العصيان الواقعي الأوروبي - التحالف من أجل الانفصال (MeRA25)
12. حرية مرة أخرى (اليونان)
13. الحل اليوناني
14. الرؤية اليونانية
15. الحركة الخضراء
16. الحزب الشيوعي الماركسي اللينيني اليوناني
17. الحركة 21
18. حركة الفقراء
19. الخلق الوطني
20. الديمقراطية الجديدة
21. هيكل جديد
22. الرابطة الشمالية - كراما
23. الآن الكل معًا
24. منظمة الشيوعيين الأمميين في اليونان
25. منظمة إعادة بناء الحزب الشيوعي اليوناني
26. PASOK - حركة من أجل التغيير
27. المبادرة السياسية
28. Smoking Groups for Art and Artistic Creation [Καπνιστικές Ομάδες για την Τέχνη και την Εικαστική Συγκρότηση]
29. اجتماعي
30. Society of Values [Κοινωνία Αξιών]
31. ستيفانوس برويتسيس (مستقل)
32. تحالف اليسار الراديكالي - التحالف التقدمي (سيريزا)
33. اتحاد الوسطيين
34. اتحدوا تحالف الحرية
35. الوحدة - الحقيقة
36. فوز

جرى منع عدد كبير من الأحزاب، ومعظمها من اليمين المتطرف، من خوض الانتخابات إما لأسباب قانونية أو بيروقراطية.

## النتائج
| 99.76% reporting                | |           |        |         |     |
| الحزب                           | الحزب | الأصوات   | %      | المقاعد | +/– |
|                                 | الديمقراطية الجديدة (اليونان)                                                                                | 2٬404٬180 | 40.79  | 146     | –12 |
|                                 | ائتلاف اليسار الراديكالي (سيريزا)                                                                            | 1٬182٬713 | 20.07  | 71      | –15 |
|                                 | باسوك - حركة من أجل التغيير ‏                                                                                 | 675٬440   | 11.46  | 41      | +20 |
|                                 | الحزب الشيوعي اليوناني                                                                                       | 425٬872   | 7.23   | 26      | +10 |
|                                 | الحل اليوناني ‏                                                                                               | 262٬350   | 4.45   | 16      | +6  |
|                                 | Victory | 172٬017   | 2.92   | 0       | New |
|                                 | Course of Freedom                                                                                            | 170٬060   | 2.89   | 0       | 0   |
|                                 | ميرا25 | 154٬212   | 2.62   | 0       | –9  |
|                                 | Alliance of Subversion                                                                                       | 53٬225    | 0.90   | 0       | New |
|                                 | National Creation                                                                                            | 47٬887    | 0.81   | 0       | New |
|                                 | Unite Freedom Alliance                                                                                       | 37٬292    | 0.63   | 0       | New |
|                                 | Ecologist Greens                                                                                             | 35٬156    | 0.60   | 0       | New |
|                                 | Movement 21                                                                                                  | 34٬905    | 0.59   | 0       | New |
|                                 | Antarsya | 31٬643    | 0.54   | 0       | 0   |
|                                 | Breath of Democracy                                                                                          | 27٬566    | 0.47   | 0       | New |
|                                 | Union of Centrists                                                                                           | 22٬434    | 0.38   | 0       | 0   |
|                                 | Free Again                                                                                                   | 20٬418    | 0.35   | 0       | New |
|                                 | Movement of the Poor                                                                                         | 18٬459    | 0.31   | 0       | New |
|                                 | EAN | 15٬169    | 0.26   | 0       | New |
|                                 | Green Movement                                                                                               | 14٬642    | 0.25   | 0       | New |
|                                 | Now All Together                                                                                             | 14٬044    | 0.24   | 0       | New |
|                                 | Communist Party of Greece (Marxist–Leninist)                                                                 | 12٬772    | 0.22   | 0       | 0   |
|                                 | Assembly of Greeks                                                                                           | 12٬736    | 0.22   | 0       | 0   |
|                                 | Smoking Groups for Art and Artistic Creation [Καπνιστικές Ομάδες για την Τέχνη και την Εικαστική Συγκρότηση] | 11٬515    | 0.20   | 0       | New |
|                                 | Unity – Truth                                                                                                | 11٬394    | 0.19   | 0       | New |
|                                 | Political Initiative                                                                                         | 6٬078     | 0.10   | 0       | New |
|                                 | Society of Values [Κοινωνία Αξιών]–Liberal Alliance ‏                                                         | 5٬870     | 0.10   | 0       | New |
|                                 | Northern League – Krama                                                                                      | 5٬426     | 0.09   | 0       | New |
|                                 | Marxist–Leninist Communist Party of Greece                                                                   | 3٬922     | 0.07   | 0       | 0   |
|                                 | Organisation of Internationalist Communists of Greece                                                        | 1٬948     | 0.03   | 0       | 0   |
|                                 | SOCIAL – Modern Democratic Party                                                                             | 1٬016     | 0.02   | 0       | New |
|                                 | Organization for the Reconstruction of the KKE ‏                                                              | 1٬011     | 0.02   | 0       | 0   |
|                                 | New Structure                                                                                                | 73        | 0.00   | 0       | New |
|                                 | Greek Vision                                                                                                 | 27        | 0.00   | 0       | New |
|                                 | Greek Ecologists                                                                                             | 1         | 0.00   | 0       | 0   |
|                                 | Independents                                                                                                 | 155       | 0.00   | 0       | 0   |
| المجموع                         | المجموع | 5٬893٬628 | 100.00 | 300     | 0   |
|                                 | |           |        |         |     |
| الأصوات الصحيحة                 | الأصوات الصحيحة                                                                                              | 5٬893٬628 | 97.39  |         |     |
| الأصوات الباطلة                 | الأصوات الباطلة                                                                                              | 123٬413   | 2.04   |         |     |
| الأصوات الفارغة                 | الأصوات الفارغة                                                                                              | 34٬706    | 0.57   |         |     |
| مجموع الأصوات                   | مجموع الأصوات                                                                                                | 6٬051٬747 | 100.00 |         |     |
| الناخبين المسجلين ومعدل الإقبال | الناخبين المسجلين ومعدل الإقبال                                                                              | 9٬931٬853 | 60.93  |         |     |
| المصدر: Ministry of Interior    | |           |        |         |     |